# 坎查坎查卡薩山
13°13′12″S 72°0′32″W / 13.22000°S 72.00889°W

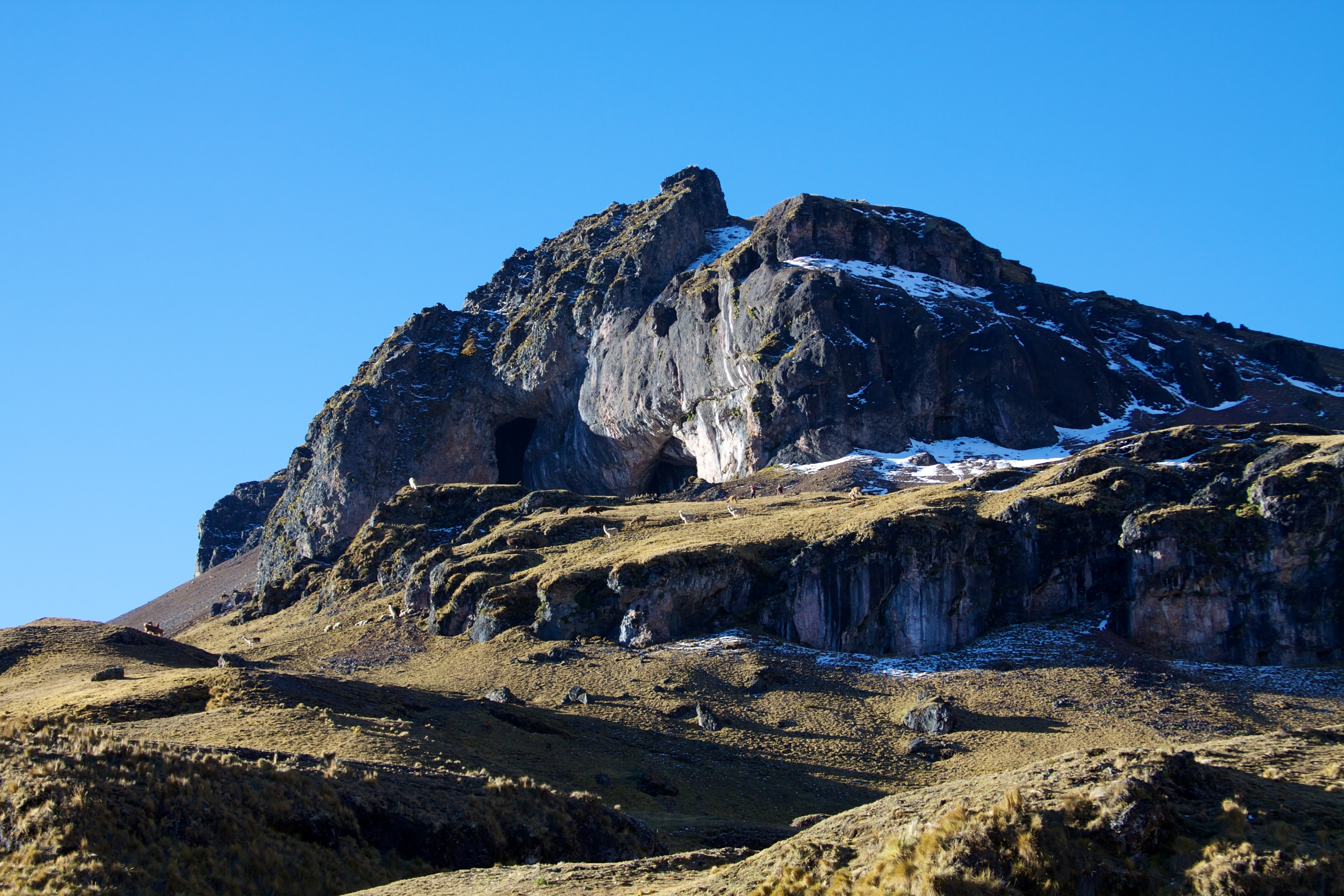

坎查坎查卡薩山（Canchacanchajasa），是秘魯的山峰，位於該國東南部庫斯科大區，處於西里瓦尼山東南面，屬於安第斯山脈中烏魯潘帕山脈的一部分，海拔高度4,987米。